# Abandon All Ships (мініальбом)
Abandon All Ships — перший альбом канадського металкор-гурту Abandon All Ships. Записаний у Торонто, Канада, був виданий 15 липня 2009 в Канаді, 20 липня у США.

## Список пісень
1. Pedestrians Is Another Word for Speedbump
2. Shake Your AAS
3. Megawacko
4. Brendon's Song
5. In Your Dreams Brah